# Elmer Richard Sims
Elmer Richard Sims (* 1. Juli 1883 in Crockett, Texas; † 17. November 1973 in Austin, Texas) war ein US-amerikanischer Romanist und Hispanist.

## Leben
Sims war zuerst Lateinlehrer. Er gründete in Cárdenas (Kuba) ein presbyterianisches Gymnasium und leitete es von 1908 bis 1913. Weitere pädagogische Aktivitäten führten ihn bis 1916 nach Batesville (Arkansas). Dann kam die Wende zur Wissenschaft. 1916 ging er als Student und Instructor für Spanisch an die University of Texas at Austin. 1926 promovierte er in Chicago mit der Arbeit (Hrsg.) La segunda parte de la vida de Lazarillo de Tormes, sacada de las coronicas antiguas de Toledo por Juan de Luna castellano, interprete de la lengua española (Austin, Texas 1928). Er lehrte weiterhin in Austin, zuletzt als Professor, bis zu seiner Emeritierung 1953.
Sims gab mit Miguel Romera-Navarro die Reihe „University of Texas Hispanic Studies“ heraus.

## Werke
- (mit Rebecca S. Switzer) Repaso y composición. Spanish review grammar and composition, Boston/New York 1938, 1947
- Español esencial con historias. A selected common-word vocabulary, Austin 1944
- Elementary Spanish Dictionary for Schools, Austin 1944, 1950